# Wenupteryx
Wenupteryx uzi
Genre
Espèce
Wenupteryx est un genre fossile de ptérosaures dans le sous-ordre des Pterodactyloidea. Selon Paleobiology Database en 2025, ce genre Wenupteryx est resté monotypique et la seule espèce fossile référencée est l'espèce type Wenupteryx uzi.

## Fossiles
Selon Paleobiology Database en 2025, ce genre Wenupteryx a une seule collection référencée de fossiles,. Cette seule collection de fossiles est Tithonien du Jurassique supérieur, c'est-à-dire date de 149,2-143,1 Ma avant notre ère .

## Historique
Le genre Wenupteryx et l'espèce Wenupteryx uzi sont décrits en 2013 par les paléontologues Laura Codorniú et Zulma Gasparini,,. 
Wenupteryx est un genre fossile de ptérosaure ptérodactyloïde, présent dans la Vaca Muerta du Jurassique supérieur (étage Tithonien) de la province de Neuquén, au sud de l'Argentine. C'est un ptérosaure de petite taille apparenté au clade Euctenochasmatia ou Archaeopterodactyloidea.

## Étymologie
Le nom de genre combine le mot Mapuche pour «le ciel», Wenu, avec l'ancien grec πτέρυξ, pteryx, «aile». Le nom d'espèce « uzi » signifie «rapide» dans le Mapuche et se réfère immédiatement à l'Universidad de Zapala.

## Découvertes
(juillet 2025).
Le contenu est difficilement compréhensible vu les erreurs de traduction, qui sont peut-être dues à l'utilisation d'un logiciel de traduction automatique.
En 1987, la découverte d'un squelette ptérosaurien a été déterrée dans les Vindplaats d'El Ministrio dans la province de Neuquen. En 2006, ce spécimen a été décrit par Laura Codorniú, Zulma Gasparini et Ariana Paulina-Carabajal, mais pas encore nommé.
En 2013, Codorniú et Gasparini ont nommé la recherche comme espèce type Wennupteryx uzi. 
L'holotype MOZ-PV 3625 a été trouvé dans une couche des dépôts LOS catutos, une partie de la formation Vaca Muerta datant du Tithonien moyen. Il se compose d'un squelette partiel sans crâne. Il comprend quelques vertèbres cervicales et vertèbres de la colonne vertébrale, la ceinture d'épaule entière, le bassin gauche, le haut du bras et l'avant-bras de l'aile droite, le quatrième os moyen-main de l'aile droite, l'aile gauche à la quatrième jambe du doigt de l'aile et les deux pattes arrière à l'exception de la jambe inférieure droite. En ce qui concerne le squelette postcrânien, c'est la copie la plus complète d'un ptérosaurien jamais trouvé dans l'hémisphère sud. C'est un jeune animal adulte. Les os ne sont pas écrasés et d'assez bonne qualité, mais n'étaient pas liés les uns aux autres, éclatés sur une zone de trente centimètres sur la place. Le spécimen fait partie de la collection du Museo de la Direccion Provincial de Mineria, "Dr. Juan Olsacher", Zapala, Neuquing. Après 2006, il a de nouveau été préparé un membre gauche et un os prépubis droit ont été identifiés. Un tibia droit comprenait maintenant qu'il s'agit d'un deuxième pied du doigt d'aile.
Le spécimen Moz-PV 2280 est affecté à l'espèce. Il s'agit d'un morceau d'aile du même endroit qui était toujours identifié comme un tibia en 1987.

## Description
(juillet 2025).
Le contenu est difficilement compréhensible vu les erreurs de traduction, qui sont peut-être dues à l'utilisation d'un logiciel de traduction automatique.
Wenupteryx est un ptérosaurien assez petit avec une envergure de 1,1 mètre.
Les descripteurs ont réussi à déterminer deux caractéristiques distinctives. Le condyle des vertèbres cervicales moyennes est plein à l'arrière de son bord supérieur et de son fond avec un creux au milieu. Le prépubis dépasse de façon asymétrique et la moitié extérieure est rectangulaire tandis que la moitié intérieure a la forme du ventilateur habituel.
Les vertèbres cervicales sont creuses de l'avant. La saillie arrière du corps vertébral est, a un «trou» pour qu'il ait l'air creux en vue latérale. De plus, cela n'a été trouvé que dans un Eucrocodylia. Le haut du bras a un peigne deltopéctoral assez élevé et pointu.
Le ptéroïde qui soutient l'antibrachium, le volet entre l'aile et le cou, a une longueur de trente millimètres.

## Phylogénie
(juillet 2025).
Le contenu est difficilement compréhensible vu les erreurs de traduction, qui sont peut-être dues à l'utilisation d'un logiciel de traduction automatique.
En 2006, l'échantillon a été attribué à la super-famille des Archaeopterodactyloidea, compte tenu de la vertèbre basse et de l' épine étendue des vertèbres du col moyen, du long cou . En 2013, il a également été jugé possible que Wenupteryx appartenait au clade des Euctenochasmatia ou du moins était étroitement lié.

### Publication originale
- [2013] (en) L. Codorniú et Z. Gasparini, « The Late Jurassic pterosaurs from northern Patagonia, Argentina », Earth and Environmental Science Transactions of the Royal Society of Edinburgh, vol. 103,‎ 2013, p. 399-408 (DOI 10.1017/s1755691013000388).